# Ramón Darío Molina Jaramillo
Ramón Darío Molina Jaramillo OFM (* 31. August 1935 in Envigado, Kolumbien; † 15. Oktober 2018) war ein kolumbianischer Ordensgeistlicher und römisch-katholischer Bischof von Neiva.

## Leben
Ramón Darío Molina Jaramillo trat der Ordensgemeinschaft der Franziskaner bei und empfing am 26. Oktober 1961 die Priesterweihe.
Papst Paul VI. ernannte ihn am 6. Mai 1977 zum Titularbischof von Timici und zum Weihbischof in Bogotá. Die Bischofsweihe spendete ihm der Erzbischof von Bogotá, Aníbal Kardinal Muñoz Duque, am 29. Juni desselben Jahres; Mitkonsekratoren waren Pedro Rubiano Sáenz, Bischof von Cúcuta, und Livio Reginaldo Fischione OFMCap, Apostolischer Vikar von Riohacha.
Papst Johannes Paul II. ernannte ihn am 23. März 1984 zum Bischof von Montería und am 19. Januar 2001 zum Bischof von Neiva.
Am 4. Februar 2012 nahm Papst Benedikt XVI. sein aus Altersgründen vorgebrachtes Rücktrittsgesuch an.